# Cassolet
El cassolet (de l'occità i en francès, adaptat en cassoulet) o cassolet de mongetes (adaptació en català) o mongetada és un plat típic occità de l'oest del domini fet a base de fesols secs i de cansaladeria o carn. És un plat insígnia d'Occitània, venut arreu de França, i molt arrelat amb la idea de cuina casolana.

## Un plat que pren el nom del seu recipient
El nom occità cassolet prové del bol de ceràmica utilitzat per coure'l, la cassòla. Això és un fenomen bastant freqüent en la gastronomia, que ocorre també, per exemple, en plats com l'ollada o la paella. Segons el diccionari occità de Roger Barthe, una cassola és un recipient de terrissa. Un cassolet seria doncs una cassola petita.
Aquesta mena de cassoles es feien a la zona de Issel i s'utilitzaven, al principi, per cuinar estofats al forn. Les mongetes s'havien de coure abans en aigua al foc, i per a aquesta tasca es feia servir un altre recipient de terrissa, que es diu topin en occità i tupí en català, o bé una olla (en occità, olha), que també era de terrissa, que es penjava als clemàstecs del foc a terra. Aquests noms, tupí i olla, han donat també nom en altres llocs a plats similars fets amb mongetes.
El nom mongetada ve de monget o mongeta. La paraula mongetada se sol transcriure en francès com mounjetade o mounjetado. S'utilitza en viles diferents de les que empren el mot cassolet i la recepta també té alguns canvis locals, amb el cassolet i entre elles, però no més grans dels que tenen els tres cassolets amb aquest nom.

### La cassola

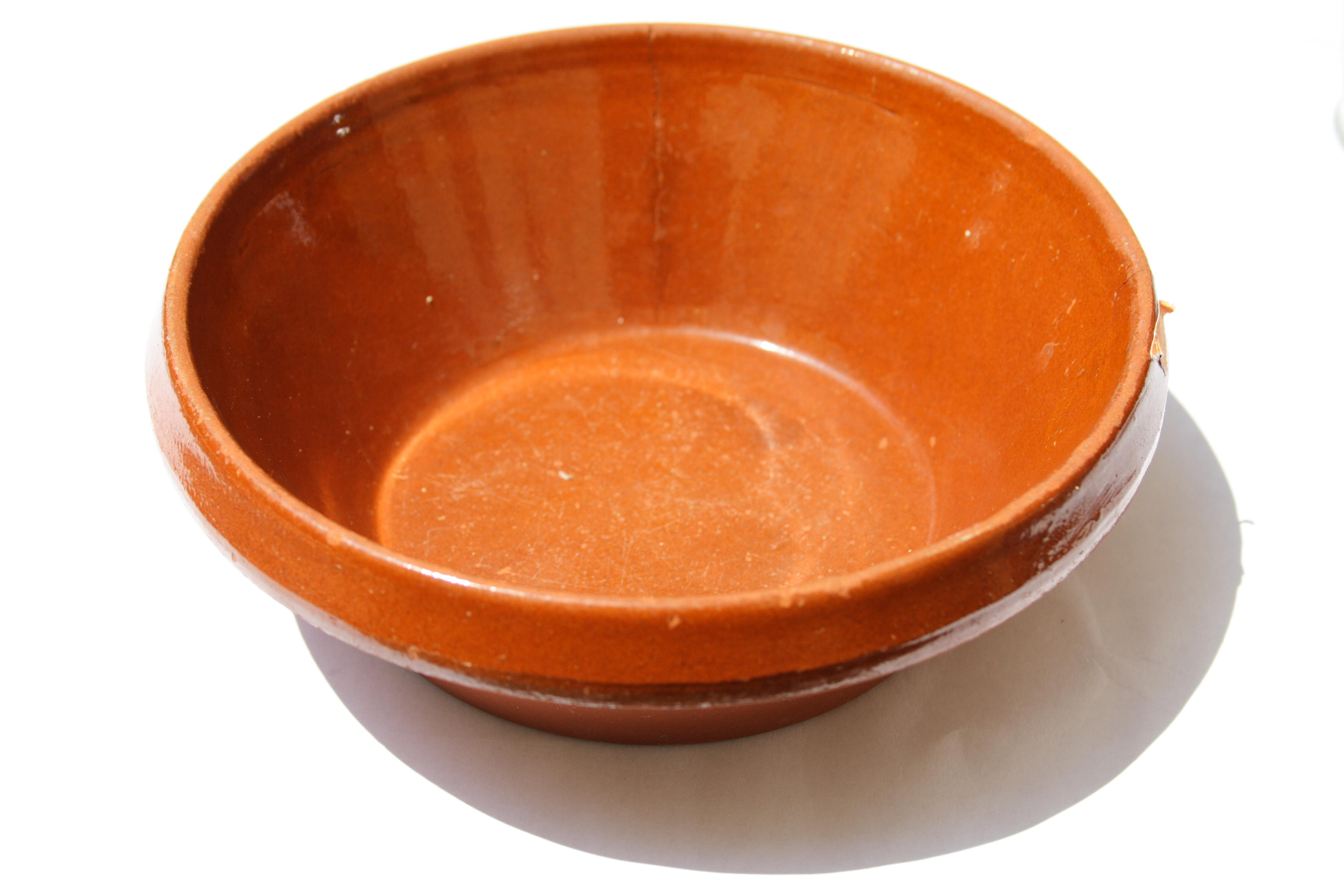
Cassola de fang típica

La cassola típica i tradicional d'aquest plat té una forma de tronc de con invertit. La seva composició és una barreja de terra argil·localcària de Lauragués i de terra refractària silicoaluminosa no calcària d'Issel, de Sant-Pàpol o de Revèl. Aquest segon tipus de terra s'afegeix precisament per la presència de calci al silicat d'alumini de la primera, que la fa molt fràgil als xocs tèrmics, és a dir, que si se la posés directament sobre una superfície molt calenta, es trencaria. L'argila és un material porós, que tendeix a absorbir els líquids, llavors, com se sol fer als recipients culinaris (cassoles, morters, etc.) s'envernissa l'interior per garantir-ne la permeabilitat i de passada embellir la cassola. La cocció en cassola de fang es diferencia de la cocció en recipients de metall en què la terrissa és, al contrari del metall, mala conductora de la calor, de manera que els aliments es couen més lentament i d'una manera més homogènia que en els metàl·lics, on si no es remena bé tota l'estona es rosteix molt més la part que toca el fons o les parets. Pel mateix motiu és també un material que es manté molt calent durant més temps, i en particular mentre és a taula.
Aquesta mena de ceràmica es podria situar al segle xiv, si es fera cas de l'occità August Fourès, que afirma l'any 1876 en una cançó seva que l'any vinent farà 500 anys.
Els recipients de terrissa s'usaven ja a l'època grecoromana, sense gaire canvis, i s'usen encara a la cuina tradicional de molts pobles on van tenir influència. Alguns exemples són la cassola de fang i, al Marroc, la tagina.

## Origen

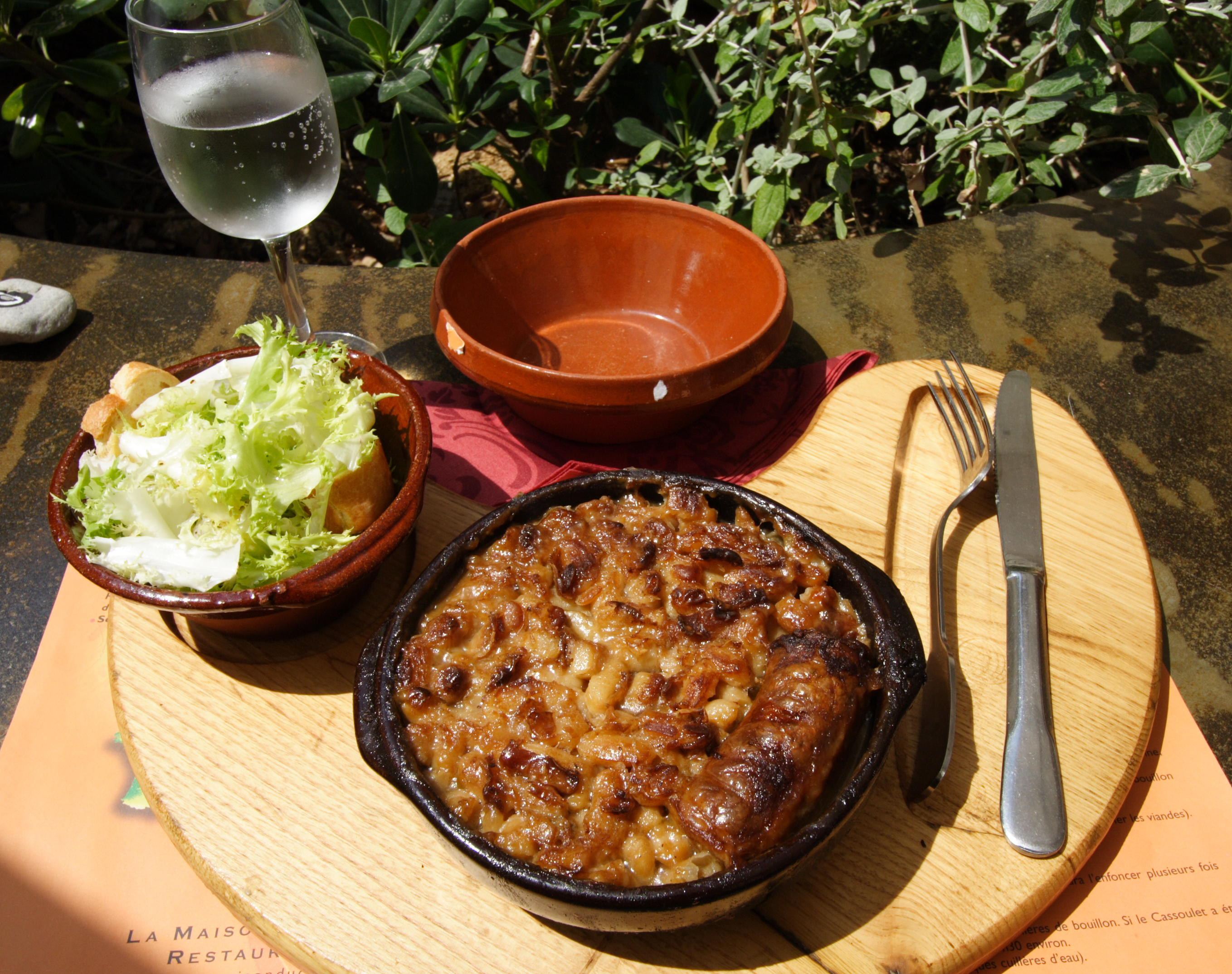
Cassolet carcassonès.

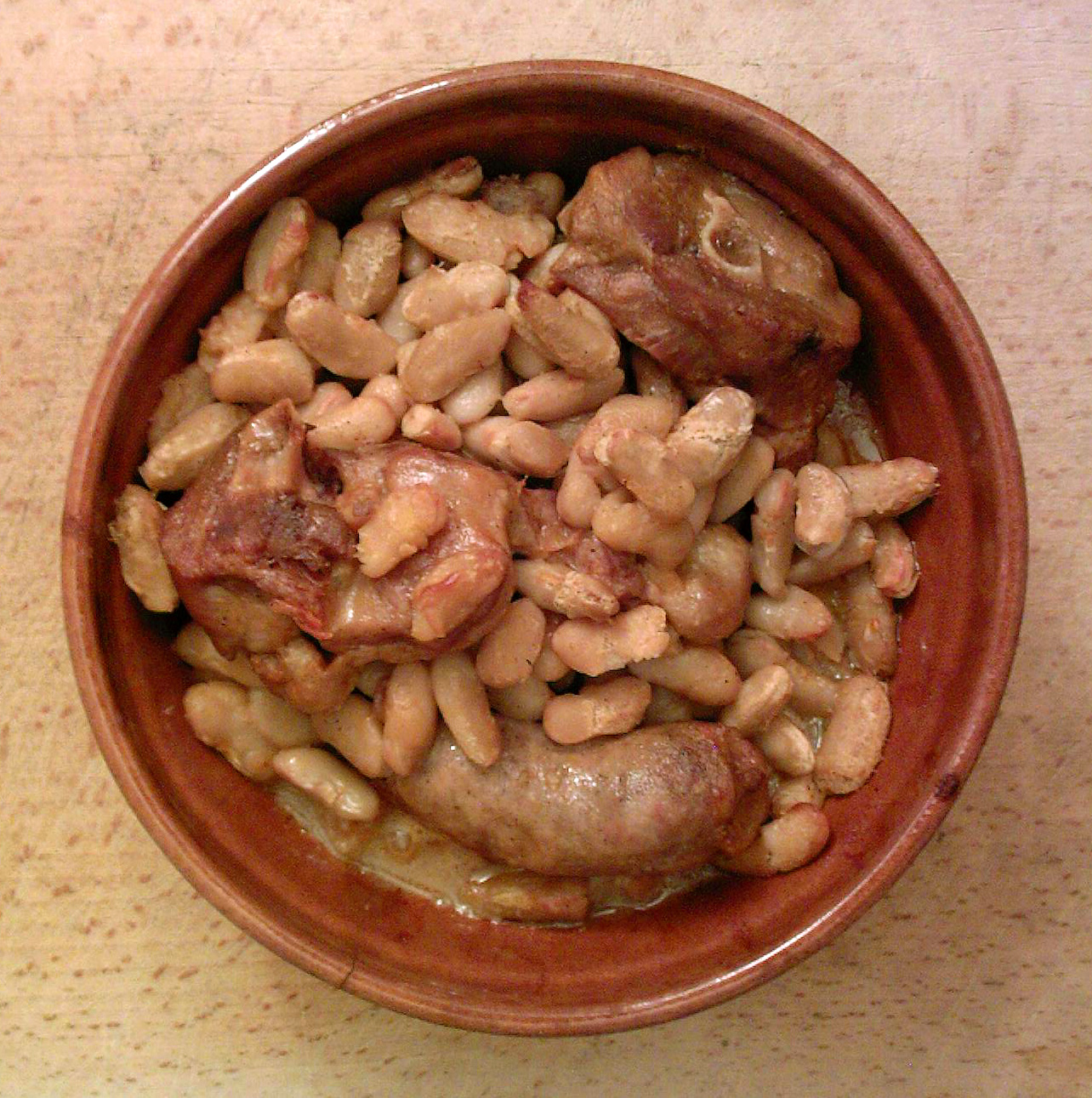
Cassolet tolosí.

Una llegenda popular occitana conta que l'origen del plat es remunta als setges que patiren algunes ciutats durant la guerra dels cent anys (1337-1453) contra els anglesos, ja que les mongetes serien l'única cosa que els quedaria per menjar. Però això no és possible, almenys tal com el coneixem avui dia, ja que les mongetes són un producte d'origen americà i no van arribar a les taules occitanes fins al final del segle xvi. D'altres versions diuen que en aquests setges, a Castellnou d'Arri o Carcassona, etc. el que es va fer va ser el primer estofat amb carns diverses i faves, que posteriorment, amb l'arribada de les mongetes, serien substituïdes per aquestes. És un plat molt energètic i la llegenda diu que era per donar forces als valerosos cavallers i, sempre segons la llegenda, va tenir tant d'èxit que els anglesos no només van aturar el setge, sinó que van fugir corrents i no van aturar-se fins a la vorera del Canal de la Mànega.
Les mongetes són un producte que va agradar molt als occitans i als catalans, i segurament altres pobles propers, com els asturians; mentre que d'altres van preferir continuar amb els llegums de què ja disposaven, com per exemple, els cigrons. Sembla que l'origen del cassolet occità i el de les faves ofegades catalanes és comú, i segurament medieval, però que en algun moment van començar a evolucionar diferentment i al Llenguadoc s'hi va substituir les faves per les seques. Als Països Catalans però, les mongetes es cuinaven també estofades en altres plats, com per exemple l'ollada valenciana, el tupí nord-català, la cassolada, etc. El còctel de mongetes és un altre plat de mongetes que es fa a Occitània, i també a la Catalunya del Nord i a l'Empordà. D'altra banda, els plats de faves guisades, semblants a les faves ofegades i al cassolet, també es fan a gran part d'Occitània (per exemple, al Llenguadoc, la Provença, Perigord, la Guiena, etc.) i tenen noms diferents segons la zona: favas estofadas, favas amb lard, fricòt de favas, favonada, etc.
Tots aquests són plats d'origen humil, el cassolet era considerat "bast, propi de traginers i pagesos","un plat de pobres". En un principi, el cassolet -com l'escudella, la bréjaude, la garbura i tantes sopes i guisats de pagès- era simplement un guisat de mongetes al qual es posava una mica de cansalada per donar-hi gust i, qui s'ho podia permetre, hi afegia algun tros de carn del tipus que tingués al rebost. Més tard, com en els altres casos, els burgesos el van tastar i el van trobar bo, però, com passa sovint quan aquesta mena de plats passa a la cuina burgesa del segle xix, el van voler millorar i fer menys pagès, afegint tota mena de carns, a cada indret les més preuades. Així, s'afegí ànec o oca a Castell Nou, salsitxa tolosina i xai a Tolosa i, quan era la temporada, perdiu a Carcassona. Des d'aleshores i fins avui, el cassolet, com ha passat amb altres plats antics tradicionals, "gaudeix en l'actualitat d'un elevadíssim prestigi, i constitueix la màxima expressió de la cuina occitana"
Cap a l'any 1900, un escriptor sobre gastronomia, el francès Edmond Richardin, va publicar en un diari parisenc un article que parlava de tres ciutats (Castell Nou d'Arri, Carcassona i Tolosa de Llenguadoc) i obria un debat sobre quina feia el "veritable" cassolet, la qual cosa va provocar una confrontació entre els partidaris del cassolet de cada una, una disputa pel que fa als orígens, a la composició dels ingredients i a quin tipus és el millor en matèria de qualitat gustativa. Per exemple, un periodista de Le Figaro va respondre que el de Carcassona, i que era el seu "plat nacional", etc. Encara ara es considera el debat obert. L'article de Richardin, amb la seva pregunta provocadora, va fer que aquestes tres ciutats es consideressin enemigues i competidores, pel que fa al cassolet, però a més ha renegat a l'ombra d'altres cassolets "també famosos" com els de Vilafranca de Lauragués, Narbona, Montauban, Pau, Castanet-Tolosan i fins i tot d'Arfons (al Tarn), que es proclama l'única que disposa del "secret" de la veritable recepta. Fou en aquest context que el carcassonès Prosper Montagné va pronunciar una frase ara molt coneguda (vegeu l'apartat Aforismes) per intentar conciliar almenys les tres ciutats del debat.
Aquestes receptes, en realitat, com moltes d'antigues i populars, varien també segons la persona que la fa, les carns i embotits que s'utilitzen, l'estació (això afecta a la maduresa de les mongetes, que couen abans quan són fresques, a l'estiu, i de les carns, que són més abondants a l'hivern, quan es mata el porc, per exemple), les herbes aromàtiques, el foc (si és fogó, o brasa, el tipus de llenya, etc.), etc. per a algunes persones el millor és el que fa la seva mare. En l'actualitat, les conserves de cassolet en llauna, o «boîtoulet» (en francès, en català llaunalet), com en diuen humorísticament alguns, es venen a molts supermercats de França.

## Aforismes
Prosper Montagné, un gastrònom del Llenguadoc escrigué a Le festin occitan que "Le cassoulet, c'est le Dieu de la cuisine occitane" (El cassolet és el Déu de la cuina occitana).
A Occitania hom diu també que:
- a Castell Nou d'Arri es troba el cassolet Déu el Pare
- a Carcassona es troba el cassolet Déu el Fill
- a Tolosa es troba el cassolet Déu l'Esperit Sant.

## Símbol occità
El cassolet es considera un símbol ("manifestació identitària forta") gastronòmic per als Llenguadocins. A començaments del segle xx es consolida a Occitània un moviment de regionalisme culinari i gastronòmic, i amb el llibre El festí occità, la imatge d'una cuina considerada pobra i pagesa, com tot el que fos patuès (nom pejoratiu emprat a França en referència a tot allò occità), la succedeix la de "paradís gastronòmic" i els "menjadors d'all" es transformen en "nació de gastrònoms". Aquest moviment es manifesta en grans banquets felibristes anomenats taulada o taulejada, i el plat que s'hi menja és el cassolet quan es fan a Llenguadoc, la garbura a Bearn, etc.
Per alguns autors, és el plat al qual està més lligat el "regionalisme culinari" a LLenguadoc. El 1889 es va publicar  Le Midi Gastronomique, del poeta Auguste Fourès, amb un recull de cròniques de les quals la dedicada al cassolet es va publicar en un tiratge a part, gràcies a les contribucions d'artistes de la regió. El mateix autor va reprendre, el 1911, un cant anònim del mitjans del segle xx sobre el cassolet.
Com ocorre amb altres plats considerats emblemàtics a Occitània (com les farcidures, etc.) ha aparegut una cofraria amb l'objectiu de promoure'l, a Castell Nou d'Arri, i que organitza cada any una festa del cassolet. A Carcassona han instaurat, amb el mateix fi, una "Acadèmia Universal del Cassolet" i s'hi proposa una "ruta del cassolet".

## Altres plats similars al món
- Botifarra amb mongetes, les mongetes estan saltades, no estofades, però aquest plat emblemàtic català té els mateixos ingredients principals que el cassolet de Tolosa. Els dos plats es van fer molt populars al segle xix, en el context cultural de la Renaixença catalana.[22]
- Fabada asturiana, un altre plat a base de mongetes estofades amb carns en salaó, a Astúries, alguns autors suggereixen que s'assembla molt al cassolet i que potser aquest plat es va espandre cap a aquesta regió a través del Camí de Sant Jaume.[23][24]
- Feijoada, un plat a base de mongetes estofades amb carns, a Portugal i Brasil
- Pork and beans, mongetes estofades amb carn de porc, originari del Regne Unit i que també es menja als Estats Units